# مارك آرونسون
مارك آرونسون (بالإنجليزية: Marc Aaronson)‏ (24 أغسطس 1950 - 30 أبريل 1987) عالم فلك أمريكي.

## السيرة الذاتية

### الولادة
ولدت آرونسون في مدينة لوس أنجلوس، كاليفورنيا.

### التعليم
التحق آرونسون بمعهد كاليفورنيا للتكنولوجيا حيث حصل على درجة البكالوريوس في عام 1972، بينما حصل على درجة الدكتوراه في عام 1977 من جامعة هارفارد بعد طرح أطروحته عن دراسة الأشعة تحت الحمراء القادمة من المجرات.
انضم آرونسون إلى طاقم عمل مرصد ستيوارد في جامعة أريزونا بوظيفة مساعد أبحاث ما بعد الدكتوراه في عام 1977 ليصبح أستاذًا مساعدًا لعلم الفلك في عام 1983.
في عام 1981، فاز مع جيرمي مولد بجائزة جورج فان بيسبورك وجائزة نيوتن لاسي بيرس في علم الفلك عام 1984 من الجمعية الفلكية الأمريكية. كما فاز بجائزة بارت جي بوك في عام 1983 من جامعة هارفارد.
ركز آرونسون أبحاثة على ثلاثة مجالات:
- تحديد ثابت هابل (H0) باستخدام علاقة تولى-فيشر.
- دراسة النجوم الغنية بالكربون.
- توزيع سرعة النجوم الغنية بالكربون في المجرات الكروية القزمة.

يعتبر آرونسون من أوائل الفلكيين الذين حاولوا تصوير المادة المظلمة باستخدام التصوير بالأشعة تحت الحمراء عند محاولاته تصوير الهالات تحت الحمراء من مادة مجهولة حول المجرات التي يمكن أن تكون المادة المظلمة.

## الوفاة
توفي آرونسون في حادث في مساء يوم 30 أبريل 1987 أثناء تواجده في قبة تلسكوب مايول (4 متر) داخل المرصد الوطني كيت بيك، حيث تم سحقه من قبل الفتحة المؤدية إلى المنصة التي أغلقت عليه بواسطة سلم امتد من قبة تلسكوب الدوران. على الرغم أن المفتاح الموجود على الفتحة بقوم بإيقاف محرك تدوير القبة تلقائيًا إلا أن الطاقة المتبقية في المحرك سمحت له بضرب الفتحة الخارجية للقبة. تم تصحيح هذت الخلل بتشذيب السلم وإعادة تصميم الفتحة للتزحلق على الجانبين، بالتوازي مع جدار القبة.

## التكريم
تم تكريم آرونسون في حياته حيث حصل علي:
- جائزة جورج فان بيسبروك من جامعة أريزونا (1981)
- جائزة بارت جى بوك من جامعة هارفارد (1983)
- جائزة نيوتن لاسي بيرس في علم الفلك من الجمعية الفلكية الأمريكية (1984)

كما تم تكريم بعد وفاته:
- حيث حصل على جائزة داروين.
- تم تسمية كويكب 3277 على اسمه تكريما له على مجمل أعماله وتخليدا لذكراه.[8]

## محاضرة مارك آرونسون التذكارية
تُعقد محاضرة مارك آرونسون التذكارية كل 18 شهرًا من قبل جامعة أريزونا ومرصد ستيوارد كإشادة بذكراه لترويج الأبحاث الفلكية.
المحاضرين
- عام 1989: الدكتور روبرت كيرشنر، جامعة هارفارد.
- عام 1990: الدكتور كينيث سي فريمان، مرصدات جبل ستروملو/ سايدينغ سبرينغ، أستراليا.
- عام 1992: الدكتور جون هوشرا، مركز هارفارد سميثسونيان للفيزياء الفلكية.
- عام 1993: الدكتور نيك سكوفيل، معهد كاليفورنيا للتكنولوجيا.
- عام 1994: الدكتور ويندي فريدمان، مراصد معهد كارنيجي بواشنطن.
- عام 1996: الدكتور ج. أنتوني تايسون، مختبرات بل/ لوسنت تكنولوجيز.
- عام 1998: الدكتور جون سي. ماثر، مركز ناسا غودارد لرحلات الفضاء.
- عام 1999: الدكتور بوهدان باكزينسكي، جامعة برينستون.
- عام 2001: الدكتور إيوين فان ديشويك، جامعة ليدن، هولندا.
- عام 2002: الدكتور جيفري دبليو مارسي، جامعة كاليفورنيا، بيركلي.
- عام 2004: الدكتور ليمان بيج الابن، جامعة برينستون.
- عام 2005: الدكتور بريان شميدت، مرصد جبل سترملو، أستراليا.
- عام 2007: الدكتور أندريا م. غيز، جامعة كاليفورنيا، لوس أنجلوس.
- عام 2008: الدكتور مايكل براون، معهد كاليفورنيا للتكنولوجيا.
- عام 2010: الدكتور ج. ديفي كيركباتريك، معهد كاليفورنيا للتكنولوجيا.
- عام 2012: الدكتور بيتر فان دوكوم، جامعة ييل.
- عام 2014: الدكتور أليس شابلي، جامعة كاليفورنيا، لوس أنجلوس.
- عام 2015: الدكتور فاسيلي بيلوكوروف، معهد الفلك، كامبريدج، المملكة المتحدة.

## وصلات خارجية
- السيرة الذاتية لمارك آرونسون.
- نبذة عن مارك آرونسون.